# Martin Schulz

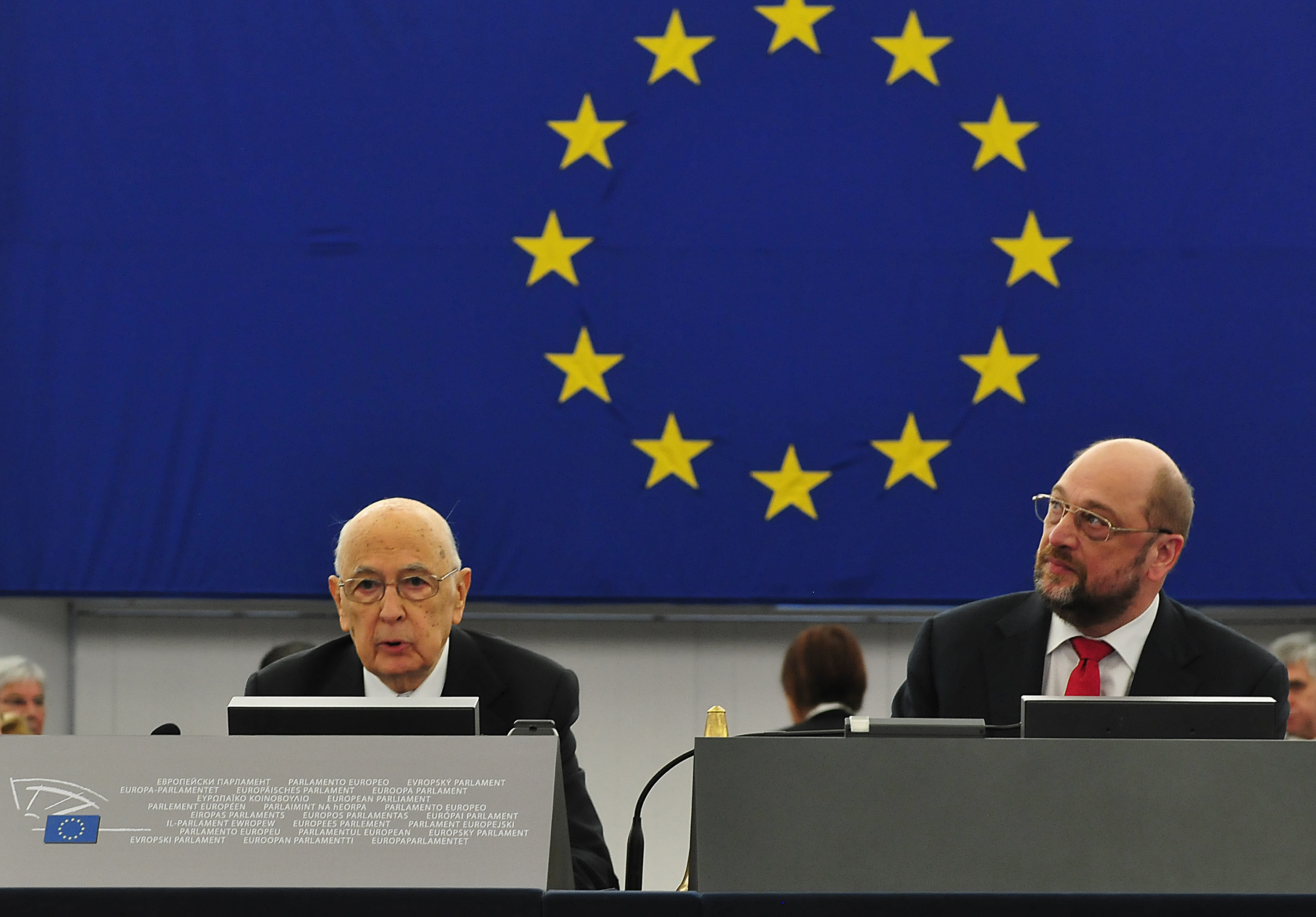
Giorgio Napolitano i Martin Schulz (2014)

Martin Schulz (ur. 20 grudnia 1955 w Hehlrath) – niemiecki polityk, poseł do Parlamentu Europejskiego IV, V, VI, VII i VIII kadencji, w latach 2004–2012 oraz w 2014 przewodniczący frakcji socjalistów w Parlamencie Europejskim, w latach 2012–2014 oraz 2014–2017 przewodniczący Parlamentu Europejskiego, w latach 2017–2018 przewodniczący Socjaldemokratycznej Partii Niemiec (SPD), przewodniczący Fundacji im. Friedricha Eberta.

## Życiorys
Martin Schulz urodził się w 1955 w miejscowości Hehlrath (przekształconej później w dzielnicę Eschweiler) jako najmłodsze z pięciorga dzieci Alberta i Clary Schulzów. W latach 1966–1974 uczył się w szkole średniej Heilig-Geist-Gymnasium w Würselen. W 1974 przerwał naukę w szkole z tzw. małą maturą (mittlere Reife), gdyż dwukrotnie nie zdał jedenastej klasy. W tym czasie planował zawodową karierę piłkarską, jednak na skutek kontuzji plany te nie mogły zostać zrealizowane; Martin Schulz wpadł w alkoholizm i depresję. Ostatecznie po rocznej przerwie kontynuował naukę w latach 1975–1977, zdobywając wykształcenie w zawodzie księgarza. W latach 1977–1982 współpracował z różnymi księgarniami i domami wydawniczymi. Od 1982 do 1994 był właścicielem księgarni w Würselen.
W 1984 został radnym miejscowości Würselen w Nadrenii Północnej-Westfalii, następnie w latach 1987–1998 sprawował urząd burmistrza.
Działalność polityczna obejmowała kolejne szczeble władz w ramach Socjaldemokratycznej Partii Niemiec. W 1974 przystąpił do młodzieżowej organizacji socjaldemokratycznej „Jusos”. W latach 1991–1999 był członkiem rady partyjnej SPD. W 1995 wszedł w skład zarządu okręgowego w Mittelrhein, w następnym roku wybrano go na przewodniczącego władz partii w Akwizgranie. W 1999 został członkiem zarządu krajowego partii.
W 1994 po raz pierwszy został wybrany w skład Parlamentu Europejskiego. W kolejnych wyborach (1999, 2004, 2009 i 2014) z powodzeniem ubiegał się o reelekcję. Zajmował stanowisko koordynatora podkomisji do spraw obrony praw człowieka (DROI) w grupie PES w latach 1994–1996. Następnie pełnił podobną funkcję w Komisji ds. Wolności Obywatelskich, Sprawiedliwości i Spraw Wewnętrznych (LIBE) w latach 1996–2000. W latach 2000–2004 był przewodniczącym grupy parlamentarnej socjaldemokratów niemieckich. Od 2002 był pierwszym wiceprzewodniczącym parlamentarnej grupy socjalistów, by w 2004 zostać jej przewodniczącym w okresie VI kadencji.
2 lipca 2003, dzień po objęciu prezydencji w UE przez Włochy, Martin Schulz publicznie skrytykował włoskiego premiera Silvia Berlusconiego. Ten z kolei stwierdził, że niemiecki europoseł mógłby zagrać rolę kapo, później tłumacząc to nawiązaniem do komediowego serialu wojennego Hogan’s Heroes i postaci mało rozgarniętego sierżanta.
Po wyborach z 2009 został przewodniczącym frakcji Postępowego Sojuszu Socjalistów i Demokratów. W ramach porozumienia między grupami chadecką i socjalistyczną Martin Schulz 17 stycznia 2012 zastąpił Jerzego Buzka na stanowisku przewodniczącego Europarlamentu VII kadencji.
1 marca 2014 Martin Schulz został oficjalnym kandydatem Partii Europejskich Socjalistów na nowego przewodniczącego Komisji Europejskiej.
18 czerwca 2014 został wybrany na przewodniczącego grupy socjalistów i demokratów w VIII kadencji PE, wobec czego na niespełna dwa tygodnie przed końcem VII kadencji zrezygnował z funkcji przewodniczącego Europarlamentu. 1 lipca 2014 został ponownie wybrany na przewodniczącego Parlamentu Europejskiego (VIII kadencji). Pełnił tę funkcję do 17 stycznia 2017, kiedy to w połowie kadencji na czele PE stanął Antonio Tajani. W styczniu 2017 ogłoszono go kandydatem SPD na kanclerza Niemiec w wyborach parlamentarnych w 2017. 29 stycznia jego kandydaturę zatwierdził zarząd partii, nominując go również na przewodniczącego SPD. 10 lutego Martin Schulz złożył mandat eurodeputowanego, a 19 marca 2017 oficjalnie przejął przywództwo w partii w miejsce Sigmara Gabriela.
Wybory parlamentarne zakończyły się porażką socjaldemokratów, którzy ponownie ulegli chadekom. Martin Schulz uzyskał jeden z mandatów poselskich, które przypadły jego ugrupowaniu. Socjaldemokraci pod jego przywództwem ostatecznie przystąpili do rozmów koalicyjnych z CDU/CSU, zakończonych podpisaniem wstępnego porozumienia. 13 lutego 2018, wkrótce po jego ogłoszeniu, Martin Schulz ustąpił z funkcji przewodniczącego partii.
W 2021 nie kandydował w wyborach federalnych. Wcześniej (w 2020) został przewodniczącym Fundacji im. Friedricha Eberta.

## Odznaczenia i wyróżnienia
Ordery i odznaczenia
- Krzyż Komandorski Orderu Zasługi Republiki Federalnej Niemiec (2006)
- Krzyż Wielki II klasy Orderu Zasługi Republiki Federalnej Niemiec (2016)
- Wielka Złota Odznaka Honorowa z Gwiazdą za Zasługi dla Republiki Austrii (2008)
- Oficer Legii Honorowej (Francja, 2010)
- Krzyż Wielki Orderu Zasługi Republiki Włoskiej (2012)[16]
- Order Podwójnego Białego Krzyża II klasy (Słowacja, 2014)
- Wielka Gwiazda Odznaki Honorowej za Zasługi dla Republiki Austrii (2015)[17]
- Krzyż Wielki Orderu Wyzwoliciela San Martina (Argentyna, 2016)[18]
- Krzyż Wielki Orderu Wolności (Portugalia, 2017)[19]

Nagrody i wyróżnienia
Doktor honoris causa Kaliningradzkiego Państwowego Uniwersytetu Technicznego (2009), SNSPA w Bukareszcie (2012), Uniwersytetu Bilgi w Stambule (2012) oraz Uniwersytetu Hebrajskiego w Jerozolimie (2014).
W 2015 otrzymał Nagrodę Karola Wielkiego.

## Życie prywatne
Martin Schulz jest żonaty, ma syna i córkę. Jego żona urodziła się w Polsce, jako małe dziecko wyjechała z rodzicami do Niemiec.